# KkStB 28
Die kkStB 28 waren Schlepptenderlokomotiven der kaiserlich-königlichen österreichischen Staatsbahnen (kkStB).
Die fünf Lokomotiven wurden 1884 noch von der Arlbergbahn bei Krauss in München beschafft. Bei der kkStB kamen sie aber überwiegend auf der Salzburg-Tiroler-Bahn zum Einsatz und waren beim Heizhaus Wörgl stationiert. Die 1C-Lokomotiven hatten Innenrahmen und Außensteuerung.
Bei der kkStB wurden die fünf Maschinen zunächst als 9.01–05 eingereiht, aber 1891 in 28.01–05 umgezeichnet.
Um 1900 erhielten die 28.02, 04 und 05 neue Kessel (vgl. Tabelle).
Sie wurden bis 1913 ausgemustert.